# Eddie Axberg
Jan Eddie Axberg (Stoccolma, 9 luglio 1947) è un attore svedese, vincitore del premio Guldbagge come miglior attore nel 1972.

## Biografia
La sua carriera a livello televisivo e cinematografico ebbe inizio negli anni cinquanta con oltre cinquanta apparizioni in serie televisive e pellicole cinematografiche.

## Filmografia

### Cinema
- Ormen - La frusta del sesso (Ormen), regia di Hans Abramson (1965)
- Questa è la tua vita (Här har du ditt liv), regia di Jan Troell (1966)
- Karl e Kristina (Utvandrarna), regia di Jan Troell (1971)
- La nuova terra (Nybyggarna), regia di Jan Troell (1972)
- Mina drömmars stad, regia di Ingvar Skogsberg (1977)
- Mannen som blev miljonär, regia di Mats Arehn (1980)

### Televisione
- Vacanze nell'isola dei gabbiani (Vi på Saltkråkan) (1964)

### Doppiaggio
- Peter senza coda (Pelle Svanslös), regia di Stig Lasseby e Jan Gissberg

## Premi e riconoscimenti
Guldbagge
1972 - Miglior attore - Karl e Kristina e La nuova terra